# 伊调千春
伊调千春（1981年10月6日—）是一名日本女子摔跤运动员。她在2008年北京夏季奥林匹克运动会中，参加了女子自由式48公斤比赛并获得银牌。她的妹妹伊调馨同样也是一名摔跤运动员。